# Рукопожатие

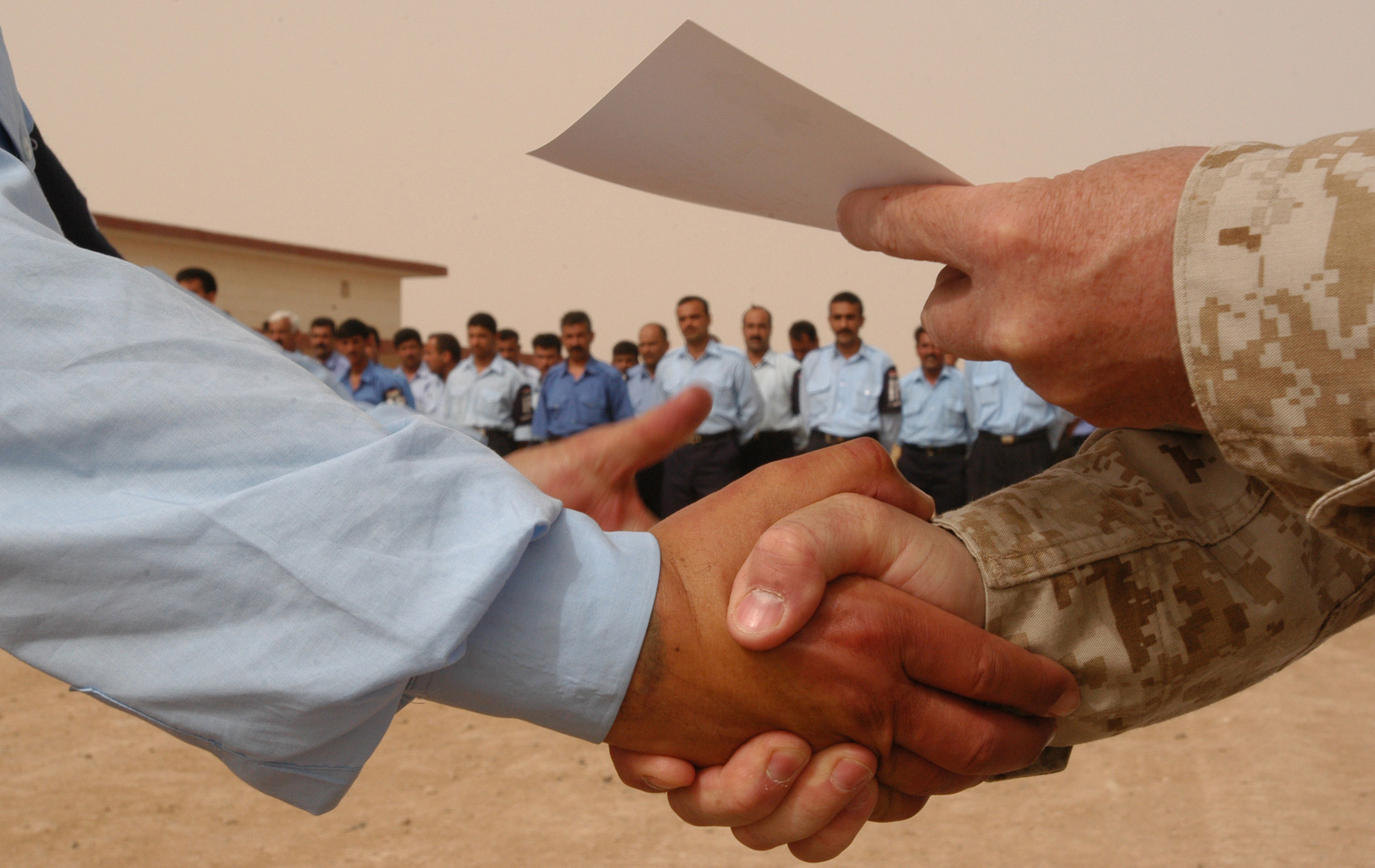
Пожатие правой рукой и передача сертификата левой

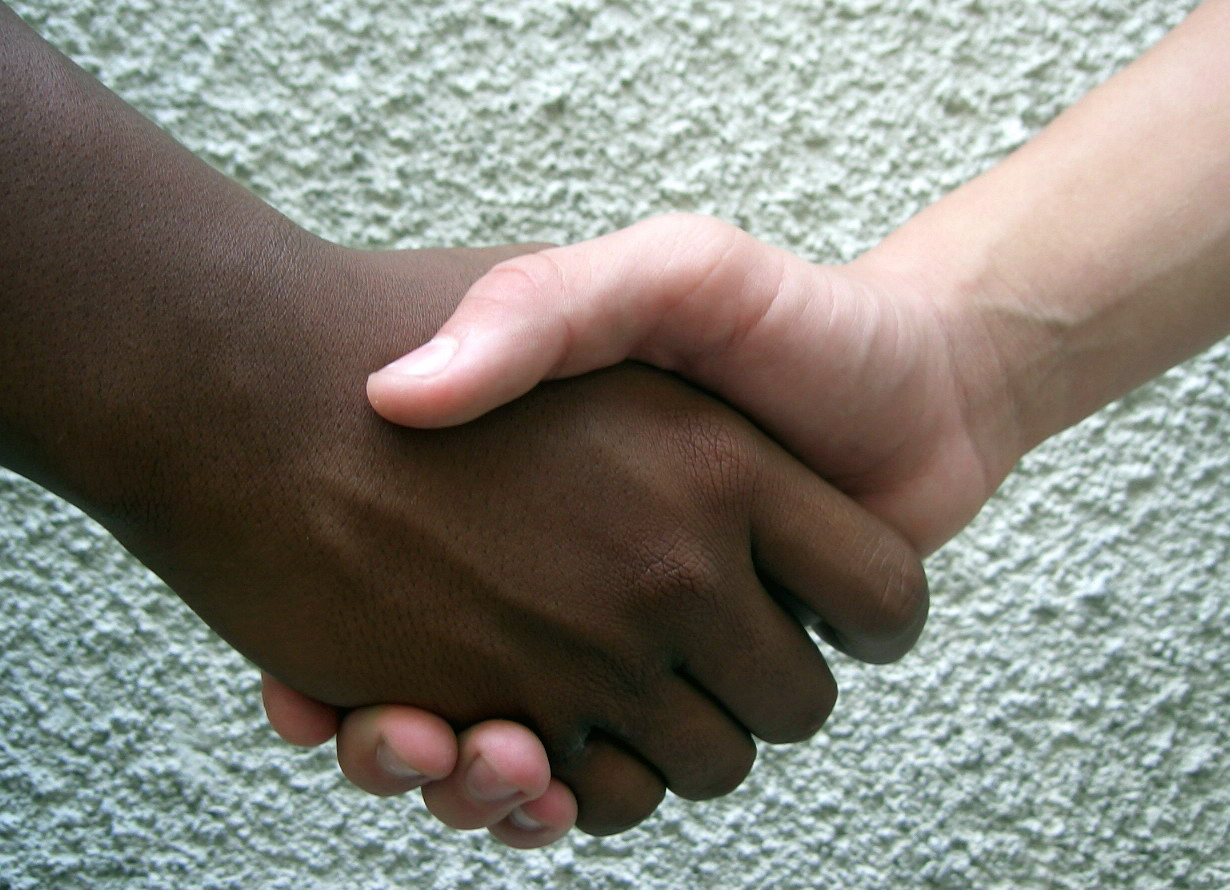
Пожатие рук

Рукопожа́тие — жест, ритуал приветствия или прощания и пр., заключающийся во взаимном сжатии ладоней правых рук двумя людьми. Для усиления эффекта такое сжатие сопровождается прикладыванием левых рук, увеличением усилия сжатия («крепко жать руку») и потряхиванием соединённых рук, что нашло отражение в английском наименовании рукопожатия — англ. handshake в буквальном смысле «встряхивание рук». 
Чаще всего рукопожатие используют при приветствии, прощании, поздравлениях, в знак одобрения, заключения определённого соглашения или примирения. Цель рукопожатия — демонстрация благонамеренности и доброй воли. В России этот способ приветствия наиболее распространён среди мужчин, женщины его используют, как правило, только при деловых встречах. Однако данный жест также может происходить между мужчиной и женщиной, либо заменяться на целование руки женщины мужчиной. В мусульманских странах не допускается рукопожатие между мужчиной и женщиной. Более того, в исламе не разрешается рукопожатие между людьми, не являющимися махрамами.

## История
Этот ритуал произошёл, скорее всего, от движения рук, показывающих отсутствие оружия. В греческом изобразительном искусстве фигуры пожимающих друг другу руки людей встречаются уже в V веке до н. э. В литературных источниках рукопожатие упоминается в I веке нашей эры в поэме Овидия «Метаморфозы».

## В спортивных состязаниях

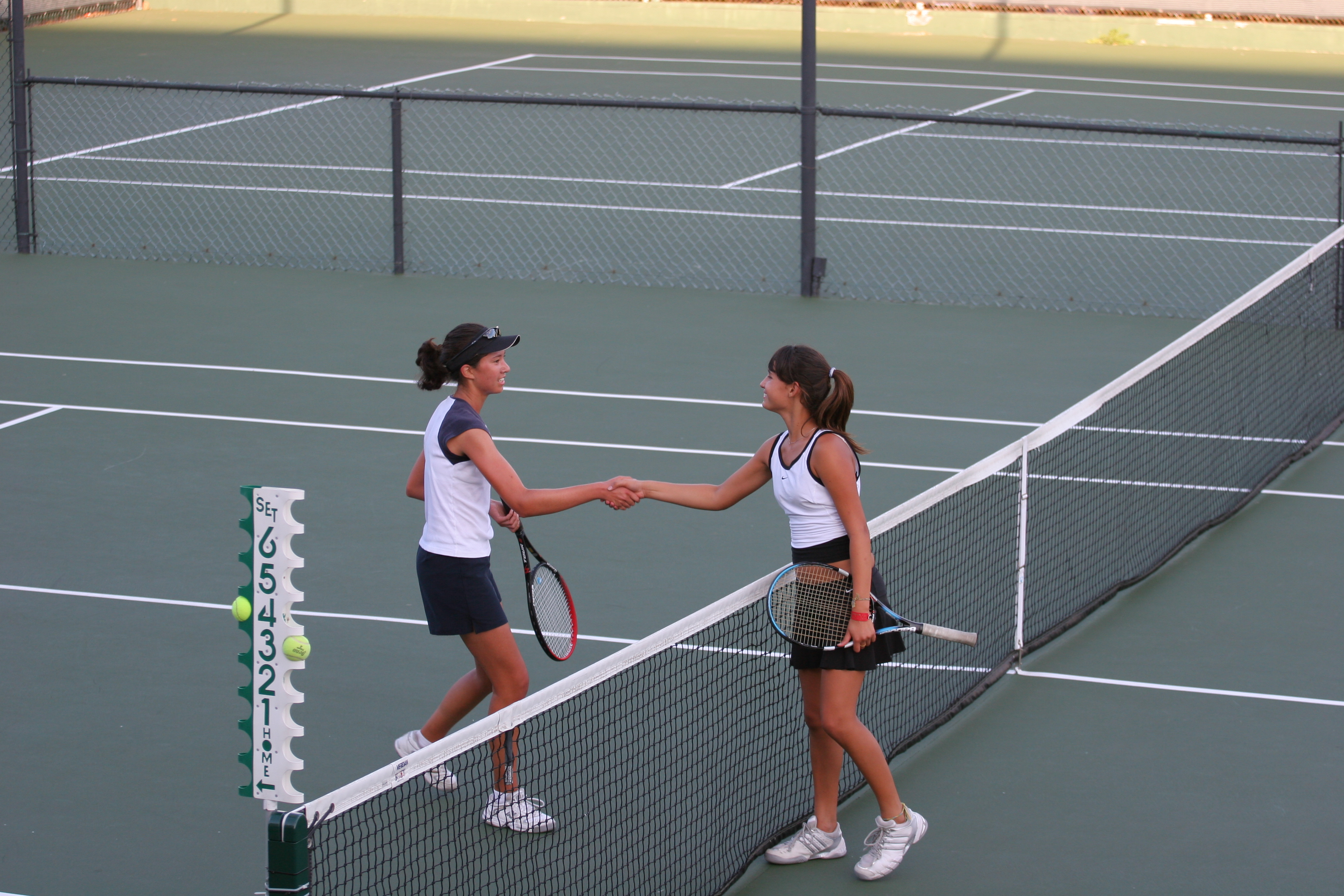
Рукопожатие в большом теннисе

В большинстве спортивных состязаний перед поединком принято пожимать противнику руку. Эта традиция соблюдается практически во всех видах спорта, за исключением тех, где это физически сделать довольно затруднительно — например, в парусных гонках. Во многих видах спорта рукопожатию отводится буквально ритуальное значение. Например, в карате существует ритуал, при котором сопернику с более высоким рангом отвечают на рукопожатие в знак подчёркнутого уважения, обязательно обеими руками, а по завершении поединка уже оба соперника выполняют рукопожатие двумя руками, дабы подчеркнуть, что его противник хорошо провёл бой и является достойным соперником. В древних традициях рукопожатие выражает готовность к открытому, доброжелательному контакту, это своего рода знак взаимного расположения.

## Этикет рукопожатия
Если обратиться к правилам этикета, то следует помнить, что из мужчин первым руку подаёт старший по возрасту или более высокий по статусу. Старшему следует инициировать рукопожатие. Младшему из присутствующих торопиться с такого рода приветствием не надо. Это дурной тон. Равно как и мужчине первым протягивать руку для рукопожатия женщине. Это право остаётся за ней. Женщины решают: пожать мужчине руку или ограничиться обычным сдержанным приветствием. При представлении первым подаёт руку тот, кому представляют. 
Но в любом случае, если вам протягивают руку, нужно ответить рукопожатием, а не оставлять протянутую руку висеть в воздухе. Не отвечать на приветствие — невежливо, этим вы можете нанести человеку оскорбление.

## Значения рукопожатия
Отказ от рукопожатия может служить выражением неприязни либо нежелания сотрудничать.

## Проблемы
Определённые проблемы из-за широкого распространения жеста рукопожатия испытывают люди, страдающие гипергидрозом ладоней. Ожидание от другого человека неприязненной реакции на прикосновение к своей влажной и/или холодной руке может вызывать у пациента сознательное стремление избегать рукопожатия.

## Символ рукопожатия Unicode
Символ рукопожатия Unicode U+1F91D 🤝.